# Aller (Spania)
Aller este o comună (concejo) în Asturia, Spania.

## Evoluția numărului de locuitori
| Anul | Locuitori | Anul | Locuitori |
| ---- | --------- | ---- | --------- |
| 1877 | 9.646     | 1960 | 28.689    |
| 1887 | 11.973    | 1970 | 22.812    |
| 1897 | 11.809    | 1981 | 19.610    |
| 1900 | 13.159    | 1991 | 17.538    |
| 1910 | 15.960    | 2001 | 15.100    |
| 1920 | 19.450    | 2005 | 13.702    |
| 1930 | 24.658    | 2006 | 13.421    |
| 1940 | 23.600    | 2007 | 13.193    |
| 1950 | 25.511    |      |           |

## Parroquias (parochii)
| - Bello - Boo - Cabanaquinta - Caborana - Casomera - Conforcos | - Cuérigo - El Pino - Llamas - Moreda - Murias - Nembra | - Pelúgano - Piñeres - Santibáñez de La Fuente - Serrapio - Soto - Vega |

## Fii și fiice ai orașului
- José Suárez (* 9 septembrie 1919; † 6 august 1981), actor
- José Campo Castañon (* 21 iunie 1921; † 16 mai 1992), poet